# 東田町 (豊橋市)
東田町（あずまだちょう）は、愛知県豊橋市の地名。

## 地理
豊橋市中央部に位置する。

### 字一覧
字として以下が設定されている。
- 井原（いはら）[WEB 5]
- 北臨済寺（きたりんざいじ）[WEB 5]
- 北蓮田（きたれんだ）[WEB 5]
- 五反畑（ごたんばた）[WEB 5]
- 西郷（さいごう）[WEB 5]
- 斉兵（さいひょう）[WEB 5]
- 三反畑（さんだんばた）[WEB 5]
- 西前山（にしまえやま）[WEB 5]
- 西脇（にしわき）[WEB 5]
- 東前山（ひがしまえやま）[WEB 5]
- 前畑（まえはた）[WEB 5]
- 南黒福（みなみくろふく）[WEB 5]

### 学区
- 公立高等学校 - 三河学区
- 公立中学校 - 豊橋市立青陵中学校・豊橋市立豊岡中学校・豊橋市立豊城中学校[WEB 6]
- 公立小学校 - 豊橋市立東田小学校・豊橋市立岩田小学校・豊橋市立旭小学校・豊橋市立八町小学校[WEB 6]

## 歴史

### 人口の変遷
国勢調査による人口および世帯数の推移。
| 1995年（平成7年）  | 1622世帯 4334人 |  |
| 2000年（平成12年） | 1563世帯 4090人 |  |
| 2005年（平成17年） | 1491世帯 3782人 |  |
| 2010年（平成22年） | 1541世帯 3710人 |  |
| 2015年（平成27年） | 1477世帯 3651人 |  |

### 沿革
- 1878年（明治11年） - 渥美郡瓦町村および二連木村（分地を除く）の合併により、同郡東田村が成立[2]。
- 1884年（明治17年） - 瓦町村を分村[2]。
- 1889年（明治22年） - 豊岡村大字東田となる[2]。
- 1906年（明治39年）7月 - 豊橋町大字東田となる[2]。ただし、翌月には豊橋市成立により、豊橋市大字東田となる[2]。
- 1910年（明治43年） - 東田遊郭の成立[2]。
- 1926年（大正15年） - 豊橋市東田町が成立[2]。
- 1933年（昭和8年）から1983年（昭和58年）にかけて、一部が舟原町・西ノ又町・西新町・東新町・前田町・小畷町・老松町・住吉町・前畑町・西郷町・東田中郷町・東郷町・東雲町・上地町・仁連木町・井原町・鍛冶町・吾妻町・談合町・御園町・北岩田・多米西町がそれぞれ分離[2]。
- 1978年（昭和53年） - 多米町・牛川町の各一部を編入する[2]。
- 1980年（昭和55年） - 岩田町の一部を編入する[2]。

## 交通
- 愛知県道69号豊橋鳳来線[1]
- 愛知県道4号豊橋大知波線[1]
- 豊橋鉄道市内線[1]

## 施設
- 昭和保育園[1]
- 恵日幼稚園[1]
- 臨済宗東福寺派臨済寺[1]
- 浄土宗太蓮寺[1]
- 秋葉社[1]
- 旧陸軍墓地[1]
- 豊城神社[1]
- 桜ヶ丘公園[1]
- 豊橋競輪場[1]
- 東田球場[1]
- 東田公園[1]
- 岩田郵便局[1]
- 豊橋鉄道赤岩車庫[1]

### WEB
1. ↑  “愛知県豊橋市の町丁・字一覧”.   人口統計ラボ. 2023年4月13日閲覧。
2. ↑  総務省統計局 (2017年1月27日). “平成27年国勢調査の調査結果(e-Stat) - 男女別人口及び世帯数 －町丁・字等” (CSV). 2021年7月21日閲覧。
3. ↑  “愛知県豊橋市の郵便番号一覧”.   日本郵便. 2023年4月13日閲覧。
4. ↑  “市外局番の一覧” (PDF).   総務省 (2022年3月1日). 2022年3月22日閲覧。
5. 1 2 3 4 5 6 7 8 9 10 11 12 13  “愛知県豊橋市東田町（字）の住所”.   NTT Resonant Inc. 2023年4月15日閲覧。
6. 1 2  豊橋市教育委員会学校教育課学事グループ (2021年3月1日). “豊橋市小・中学校通学区域早見表” (PDF).   豊橋市. 2024年11月15日閲覧。
7. ↑  総務省統計局 (2014年3月28日). “平成7年国勢調査の調査結果(e-Stat) - 男女別人口及び世帯数 －町丁・字等” (CSV). 2021年7月20日閲覧。
8. ↑  総務省統計局 (2014年5月30日). “平成12年国勢調査の調査結果(e-Stat) - 男女別人口及び世帯数 －町丁・字等” (CSV). 2021年7月20日閲覧。
9. ↑  総務省統計局 (2014年6月27日). “平成17年国勢調査の調査結果(e-Stat) - 男女別人口及び世帯数 －町丁・字等” (CSV). 2021年7月21日閲覧。
10. ↑  総務省統計局 (2012年1月20日). “平成22年国勢調査の調査結果(e-Stat) - 男女別人口及び世帯数 －町丁・字等” (CSV). 2021年7月21日閲覧。
11. ↑  総務省統計局 (2017年1月27日). “平成27年国勢調査の調査結果(e-Stat) - 男女別人口及び世帯数 －町丁・字等” (CSV). 2021年7月21日閲覧。

### 書籍
1. 1 2 3 4 5 6 7 8 9 10 11 12 13 14 15 16 17  「角川日本地名大辞典」編纂委員会 1989, p. 1782.
2. 1 2 3 4 5 6 7 8 9 10  「角川日本地名大辞典」編纂委員会 1989, p. 101.